# Naturdenkmal Schwalgloch Bohlen Kämpchen

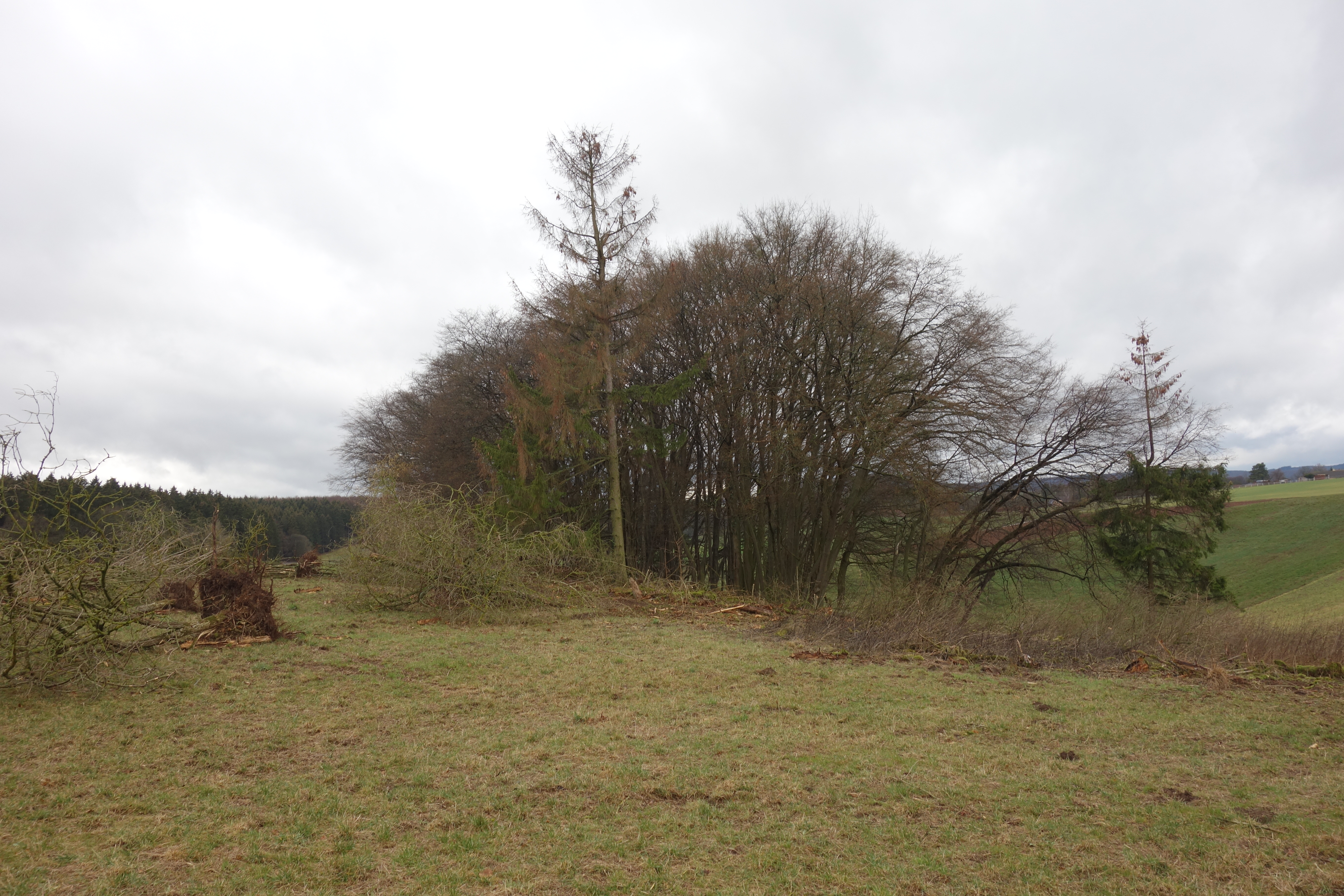
Naturdenkmal Schwalgloch Bohlen Kämpchen

Das Naturdenkmal Schwalgloch Bohlen Kämpchen mit einer Flächengröße von 0,07 ha liegt im Stadtgebiet von Marsberg nördlich von Heddinghausen im Hochsauerlandkreis. Das Gebiet wurde 2008 mit dem Landschaftsplan Marsberg durch den Kreistag des Hochsauerlandkreises als Naturdenkmal (ND) ausgewiesen. Das LB ist umgeben vom Landschaftsschutzgebiet Echelpohlen.

## Beschreibung
Der Landschaftsplan führt zum ND aus: „Etwa 450 m südöstlich der Bachschwinde im Naturdenkmal Kochs Kuhle versickert ein weiteres Fließgewässer in den kavernösen Zechsteinkalken, die sich von Borntosten und Giershagen im Süden bis in den Raum Westheim / Oesdorf im Norden erstrecken und vom Glindegrund bis Canstein einen weiteren Ausläufer bilden. Sein Einzugsgebiet ist etwas größer als das der beiden nordöstlich gelegenen, in Schwalglöchern endenden Bäche; dennoch ist das hier abgegrenzte Schutzobjekt mit rd. 5 m Tiefe und 12 m Durchmesser landschaftlich weniger auffällig. Als geowissenschaftliches Studienobjekt, naturraumtypische Besonderheit und – mit seinen randlichen Holundergebüschen – landschaftsbelebendes Objekt ist es jedoch nicht weniger schutzwürdig; vorhandene Müllablagerungen machen zudem den Schutzbedarf deutlich.“

## Schutzzweck
Der Landschaftsplan führt zum Schutzzweck aus: „Alle nachfolgenden Naturdenkmale stellen Einzelschöpfungen der Natur dar, die aus wissenschaftlichen, landeskundlichen und erdgeschichtlichen Gründen sowie wegen ihrer Seltenheit und Eigenart schutzbedürftig sind.“ Im ND sind „alle Handlungen verboten, die zu einer Zerstörung, Beschädigung oder Veränderung des geschützten Objektes führen können. Insbesondere ist verboten:
- Aufschüttungen, Verfüllungen, Abgrabungen oder Ausschachtungen vorzunehmen oder die Bodengestalt in anderer Weise zu verändern;
- Bäume, Sträucher oder sonstige wildwachsende Pflanzen zu beschädigen, auszureißen, auszugraben oder Teile davon abzutrennen oder auf andere Weise in ihrem Wachstum zu beeinträchtigen;
- bauliche Anlagen zu errichten.“[2]